# Spomenik osvoboditve, Maribor
Spomenik osvoboditve je spomenik, posvečen narodnoosvobodilnem boji ki od leta 1962 stoji na Trgu svobode v Mariboru. Zaradi značilne oblike mnogi Mariborčani kip imenujejo kar Kodžak, saj spominja na plešastega detektiva Kojaka, ki ga je igral ameriški igralec Telly Savalls. Spomenik osvoboditve je delo Slavka Tihca iz leta 1975. V spomenik so vdolbeni razglasi o streljanju talcev in upornikov iz časa nemške okupacije, ki so bili med drugo svetovno vojno obsojeni na smrt (667 ubitih). V kipu je vklesano tudi pismo na smrt obsojenega Jožeta Fluksa.